# Lithothamnion gibbosum
Lithothamnion gibbosum Foslie, 1907  é o nome botânico  de uma espécie de algas vermelhas  pluricelulares do gênero Lithothamnion, subfamília Melobesioideae.
- São algas marinhas encontradas no banco Saia de Malha, Oceano Índico.

## Sinonímia
- Não apresenta sinônimos.